# Trung tâm Phối hợp tìm kiếm, cứu nạn hàng hải Việt Nam
Trung tâm Phối hợp tìm kiếm, cứu nạn Hàng hải Việt Nam (tiếng Anh: Vietnam Maritime Search and Rescue Coordination Center, viết tắt Vietnam MRCC hay VMRCC) là cơ quan trực thuộc Cục Hàng hải Việt Nam của Bộ Giao thông Vận tải, thực hiện chức năng phối hợp, tìm kiếm, cứu nạn đối với người và phương tiện gặp tai nạn, sự cố trên biển.

## Lịch sử hình thành
- Từ quy định của Công ước quốc tế về An toàn sinh mạng con người trên biển (SOLAS 74), Công ước quốc tế về Tìm kiếm cứu nạn trên biển (SAR 79), và hàng loạt các văn bản pháp lý quốc tế khác quy định về trách nhiệm, nghĩa vụ tìm kiếm cứu nạn trong vùng biển thuộc trách nhiệm của mình của các quốc gia có biển, ngày 2 tháng 10 năm 1996, Bộ trưởng Bộ giao thông vận tải có quyết định số 2628 QĐ/TCCB-LĐ thành lập Trung tâm Phối hợp Tìm kiếm cứu nạn Hàng hải Việt Nam trực thuộc Cục Hàng hải Việt Nam.[2]
- Năm 2001, Vietnam MRCC được đầu tư trang bị 01 tàu tìm kiếm cứu nạn chuyên dụng.
- Năm 2004, Vietnam MRCC đã được đầu tư đóng mới thêm 06 tàu tìm kiếm cứu nạn chuyên dụng hiện đại (theo dự án đóng tàu ORET sử dụng nguồn vốn vay của Hà Lan).
- Hiện nay, Vietnam MRCC có 04 Trung tâm khu vực, 01 Trạm Phối hợp Tìm kiếm Cứu nạn và 07 tàu cứu nạn cỡ lớn (4 tàu loại 27m, 3 tàu loại 41m) túc trực 24/24 trên khu vực các biển từ Bắc vào Nam.

## Cơ cấu tổ chức[3]

### Các tổ chức làm chức năng tham mưu
- Phòng Phối hợp cứu nạn
- Phòng Tổ chức hành chính
- Phòng Kế hoạch - Tổng hợp
- Phòng Tài chính Kế toán
- Phòng Kỹ thuật vật tư

### Các đơn vị trực thuộc

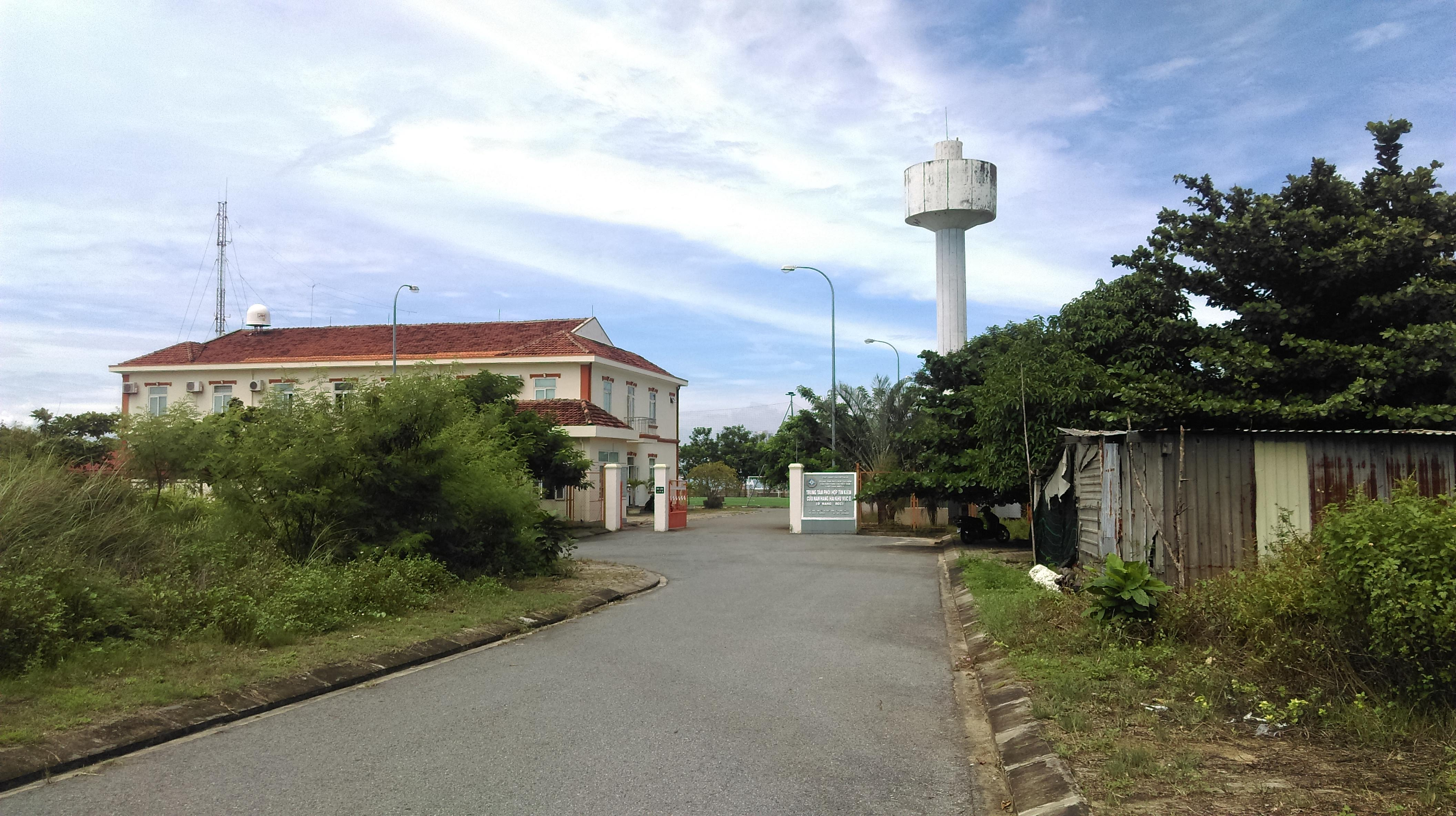
Danang MRCC

- Trung tâm Phối hợp tìm kiếm Cứu nạn Hàng hải khu vực I (Haiphong MRCC)
- Trung tâm Phối hợp tìm kiếm Cứu nạn Hàng hải khu vực II (Danang MRCC)
- Trung tâm Phối hợp tìm kiếm Cứu nạn Hàng hải khu vực III (Vungtau MRCC)
- Trung tâm Phối hợp tìm kiếm Cứu nạn Hàng hải khu vực IV (Nhatrang MRCC)
- Trạm phối hợp tìm kiếm cứu nạn Hà Tĩnh (Hatinh MRSC)

## Hoạt động Tìm kiếm cứu nạn
- Vietnam MRCC phối hợp, tham gia các hoạt động tìm kiếm cứu nạn đối với các vụ việc liên quan đến tính mạng con người và phương tiện trên biển. Sau khi nhận được thông tin báo nạn, Vietnam MRCC phối hợp xác minh cùng các đơn vị liên quan và đưa ra phương án cứu nạn ngay khi xác định được thông tin cứu nạn là thật. Việc đưa ra phương án cứu nạn liên quan tới: Phối hợp với các đơn vị địa phương hoặc các đơn vị hoạt động ngay tại nơi bị nạn, điều động tàu cứu nạn dựa trên hoàn cảnh, thời gian, thời tiết.
- Chịu trách nhiệm tìm kiếm cứu nạn trong vùng biển Việt Nam, trong quá trình thực hiện nhiệm vụ, Vietnam MRCC đã tham gia phối hợp, tìm kiếm cứu nạn rất nhiều vụ việc, trong đó có một số vụ việc lớn như: Tìm kiếm máy bay MH 370, Vụ việc tàu Vinalines Queen, tàu Bulk Jupiter..[4], Vụ rơi máy bay Sukhoi Su-30 của Không quân Việt Nam 2016, Vụ rơi máy bay CASA C-212 của Cảnh sát biển Việt Nam 2016, Vụ chìm tàu Hải Thành 26...
- Các đơn vị phối hợp cùng: Đài thông tin duyên hải, Ủy ban Quốc gia Tìm kiếm cứu nạn, Trạm thông tin vệ tinh mặt đất, Cục Kiểm Ngư, Cục Hàng hải Việt Nam cùng các Cảng vụ Hàng hải, Ban chỉ huy Phòng chống lụt bão và Tìm kiếm cứu nạn, các đơn vị tàu bè tại địa phương, hiện trường..

## Đội ngũ tàu cứu nạn
Hiện nay đội ngũ tàu cứu nạn của Vietnam MRCC gồm có 07 tàu lớn (tàu SAR) và 05 Cano túc trực 24/24 tại các cảng biển địa phương:
- Tại Hải Phòng: SAR-411[5], SAR-273, Cano CN-06
- Tại Hà Tĩnh, Đà Nẵng: SAR-412[6], SAR-274, Cano CN -01
- Tại Nha Trang: SAR 27-01, Cano 01-TSA, Cano 02-TSA
- Tại Vũng Tàu: SAR-413, SAR-272, Cano CN-68